# Keiju Karashima
Keiju Karashima (辛島 啓珠?, Karashima Keiju; Prefettura di Kyoto, 24 giugno 1971) è un allenatore di calcio ed ex calciatore giapponese, di ruolo difensore, tecnico del Mynavi Vegalta femminile.